# Complejo Deportivo M11 (Labranza)
El Complejo Deportivo M11 es un centro deportivo ubicado cerca de la ciudad de Labranza, en la comuna de Temuco, Chile. Fue inaugurado en septiembre de 2012 y es perteneciente a la Productora M11, propiedad del exfutbolista Marcelo Salas, delantero histórico de la selección chilena y accionista mayoritario de Deportes Temuco, equipo de fútbol profesional que milita en la Primera B de Chile.

## Características
En este recinto deportivo el club Deportes Temuco realiza sus entrenamientos, tanto del primer equipo como todas las demás series inferiores del equipo, tanto masculinas como femeninas. Además, las categorías menores del club hacen de local en el Campeonato Nacional ANFP del Fútbol Joven en este recinto. El Complejo deportivo tiene una superficie aproximada de 35.000 m².
Todas las instalaciones están construidas sobre la base de altos niveles de tecnología y generación necesaria para el buen desempeño de las labores deportivas que necesiten los jugadores de fútbol del club. Es por ello que actualmente se encuentra dentro de los principales complejos deportivos de fútbol de Chile, estando a disposición del programa deportivo de la Copa América 2015 a realizarse en Chile y con Temuco como una de sus sedes.

## Instalaciones
El complejo cuenta con:
- Campo 1: Fútbol 11 (100 x 58 metros). Césped Sintético, con Luminarias.
- Campo 2: Fútbol 11 (105 x 46 metros). Césped Sintético
- Campo 3: Fútbol 11 (105 x 55 metros). Césped natural
- Campo 4: Fútbol 11 (105 x 55 metros). Césped natural

Además, contempla un edificio de dos pisos, el cual alberga:
- Sede oficial de Deportes Temuco
- Camarines
- Jacuzzi
- Sauna
- Sala de Musculación
- Sala de Conferencia de prensa
- Lavandería industrial
- Bodegas

## Ubicación
Dirección: Ruta S-30 n.º 06300, km 2,5 camino Temuco - Labranza, frente al Cementerio Parque Jardín Temuco.

## Transporte público próximo

### Microbús
Se puede llegar al Complejo Deportivo en 3 líneas distintas de microbuses de transporte público urbano de la ciudad de Temuco.
- Línea 1 (Variante C -Labranza)
- Línea 2 (Variante 1 - Labranza)[5]
- Línea 2 (Variante 2 - Labranza)
- Línea 5 (Variante - Labranza)